# ロバート・プレストン
ロバート・プレストン（Robert Preston、1918年6月8日 - 1987年3月21日）は、アメリカ・マサチューセッツ州出身の俳優、歌手。
西部劇映画で知られるが、トニー賞ミュージカル主演男優賞を2度（1958年、1967年）受賞しているミュージカル俳優でもある。

## 来歴
1918年にマサチューセッツ州ニュートンで生まれ、ロサンゼルスで育つ。幼い頃から音楽教育を受けるが、高校時代に演劇に興味を持ち役者を目指すようになり、パサデナ (カリフォルニア州)にあるパサディナ・プレイハウスで演技を学ぶ。なお、その時の同期生にダナ・アンドリュースやヴィクター・マチュアがいた。その後、出演した舞台がパラマウント映画のスカウトの目に留まり、同社と契約。『十一人の脱獄者』（1938年）でハリウッドデビューする。個性の強い悪役を得意としたが、『ボー・ジェスト』などの好青年も演じた。
第二次世界大戦に従軍し、退役後1946年に、パサデナ時代に知り合った同級生で女優のキャサリン・クレイグと結婚。
1950年代以降は活動の中心をブロードウェイの舞台に移し、テレビドラマにも出演するようになる。
1958年の『ミュージック・マン』と1967年の『I do! I do! ～結婚物語～』でトニー賞ミュージカル主演男優賞を2度受賞。
1982年のミュージカル映画『ビクター/ビクトリア』で第55回アカデミー賞の助演男優賞にノミネート。
1987年3月21日に肺癌で死去。享年68。

## 主な出演作品
| 公開年 | 邦題 原題                                        | 役名                                             | 備考                                |
| ------ | ------------------------------------------------ | ------------------------------------------------ | ----------------------------------- |
| 1938   | 十一人の脱獄者 King of Alcatraz                  | ロバート・マッカーサー                           |                                     |
| 1939   | 包囲網突破 Disbarred                             | ブラッドリー・ケント                             |                                     |
| 1939   | 大平原 Union Pacific                             | ディック・アレン                                 |                                     |
| 1939   | ボー・ジェスト Beau Geste                        | ディグビー                                       |                                     |
| 1940   | 北西騎馬警官隊 North West Mounted Police         | ロニー・ローガン                                 |                                     |
| 1942   | 絶海の嵐 Reap the Wild Wind                      | ダン・カトラー                                   |                                     |
| 1942   | 拳銃貸します This Gun for Hire                   | マイケル・クレイン                               |                                     |
| 1947   | 決死の猛獣狩り The Macomber Affair               | フランシス・マコンバー                           |                                     |
| 1948   | 月下の銃声 Blood on the Moon                     | テイト・リリング                                 |                                     |
| 1948   | ネブラスカ魂 Whispering Smith                    | マーレイ・シンクレア                             |                                     |
| 1949   | タルサ Tulsa                                     | ブラッド・ブラディ                               |                                     |
| 1950   | サンダウナーズ The Sundowners                    | ジェームズ・クラウド                             |                                     |
| 1951   | 荒野の三悪人 Best of the Badmen                  | マシュー・ファウラー                             |                                     |
| 1951   | 復讐の雨 Cloudburst                              | ジョン・グラハム                                 |                                     |
| 1952   | イエロースカイの対決 Face to Face                | ジャック・ポッター保安官                         |                                     |
| 1955   | シャロンの屠殺者 The Last Frontier               | フランク・マーストン                             |                                     |
| 1960   | 階段の上の暗闇 The Dark at the Top of the Stairs | ルビン・フロッド                                 |                                     |
| 1962   | ミュージック・マン The Music Man                 | ハロルド・ヒル                                   |                                     |
| 1962   | 西部開拓史 How the West Was Won                  | ロジャー・モーガン                               |                                     |
| 1972   | ジュニア・ボナー/華麗なる挑戦 Junior Bonner      | エース・ボナー                                   |                                     |
| 1974   | メイム Mame                                      | ボーレガード・ジャクソン・ピケット・バーンサイド |                                     |
| 1977   | タッチダウン Semi-Tough                          | ビッグ・エド・ブックマン                         |                                     |
| 1981   | S.O.B.                                           | ファインガーテン先生                             | 全米映画批評家協会賞助演男優賞 受賞 |
| 1982   | ビクター/ビクトリア Victor Victoria              | トディ                                           |                                     |
| 1982   | 殺しのリハーサル Rehearsal for Murder            | アレックス・デニソン                             | テレビ映画                          |
| 1983   | コロラドへの道 September Gun                     | ベン・サンデー                                   | テレビ映画                          |
| 1984   | スター・ファイター The Last Starfighter          | ケンタウルス                                     |                                     |